# Schüren Verlag
Der Schüren Verlag ist ein deutscher Verlag medienwissenschaftlicher Ausrichtung mit Sitz in Marburg.

## Geschichte
Er entstand Anfang der 1980er Jahre unter dem Namen SP-Verlag. Ca. 24 Gesellschafter und Beteiligte wollten damit eine Plattform für Veröffentlichungen von Büchern und Zeitschriften vor allem zu sozialwissenschaftlichen und aktuellen politischen Fragen schaffen. Auf Büchern zur Wirtschafts- und Beschäftigungspolitik in Deutschland und Titeln, die sich kritisch mit der Nutzung der Atomenergie und deren Folgen auseinandersetzten, lag dabei ein besonderer Schwerpunkt.
Als „alternatives Projekt“ gestartet, professionalisierte sich der Verlag. Er wurde 1984 als GmbH eingetragen und von Mitbegründer Norbert Schüren als Geschäftsführer geleitet. Eines der ersten Bücher beschäftigte sich Anfang der 1980er Jahre mit den Medien in Deutschland (Kleines Lexikon der Medienpolitik) – ein Thema, das in den Mittelpunkt der Verlagsarbeit rückte.
Seit Anfang der 1990er Jahre baute der Schüren Verlag ein medien- und filmwissenschaftliches Programm auf, das heute auch mit populären Titeln durchsetzt, den überwiegenden Teil des Verlagsangebots ausmacht.
Seit 1995 ist die promovierte Historikerin Annette Schüren Geschäftsführerin des Verlages.

## Programm und Autoren
Filmwissenschaftliche Buchreihen (u. a. Zürcher Filmstudien, Schriften der Gesellschaft für Medienwissenschaft, Religion, Film und Medien) und Fachzeitschriften (u. a. Filmbulletin (Schweiz), Ray (Österreich), Augenblick – Konstanzer Hefte zur Medienwissenschaft, montage AV - Zeitschrift für Theorie und Geschichte audiovisueller Kommunikation).
Der Verlag bringt außerdem jährlich den Filmkalender und mit dem Jahrbuch des Lexikons des Internationalen Films ein Werk zum Filmschaffen des vorherigen Jahres heraus.
Zu den Autoren gehören u. a. Ursula von Keitz, Barbara Flückiger, John Huston, Klaus Kreimeier, Edgar Reitz, Pier Paolo Pasolini, Georg Seeßlen, Malte Wirtz oder Thomas Bräutigam.